# Švýcarsko na Zimních olympijských hrách 2014
Švýcarsko se účastnilo Zimní olympiády 2014. Zastupovalo ho 163 sportovců ve 12 sportech.

## Medailisté
| Medaile | Jméno                   | Sport           | Soutěž                     |
| ------- | ----------------------- | --------------- | -------------------------- |
| Zlato   | Dario Cologna           | Běh na lyžích   | Muži skiathlon             |
| Zlato   | Dario Cologna           | Běh na lyžích   | Muži 15 km volně           |
| Zlato   | Iouri Podladtchikov     | Snowboarding    | Muži U rampa               |
| Zlato   | Dominique Gisinová      | Alpské lyžování | Ženy sjezd                 |
| Zlato   | Sandro Viletta          | Alpské lyžování | Muži superkombinace        |
| Zlato   | Patrizia Kummerová      | Snowboarding    | Ženy paralelní obří slalom |
| Stříbro | Selina Gasparinová      | Biatlon         | Ženy – vytrvalostní závod  |
| Stříbro | Beat Hefti Alex Baumann | Boby            | Muži dvojice               |
| Stříbro | Nevin Galmarini         | Snowboarding    | Muži paralelní obří slalom |
| Bronz   | Lara Gutová-Behramiová  | Alpské lyžování | Ženy sjezd                 |
| Bronz   | Družstvo žen            | Lední hokej     | Ženy lední hokej           |